# Скорубський Павло Антонович
Павло Антонович Скорубський (13 березня 1924, Юрківка — 2008) — український художник; член Спілки радянських художників України з 1965 року.

## Біографія
Народився 13 березня 1924 року в селі Юрківці (нині Білоцерківський район Київської області, Україна). Напередодні війни закінчив Київську художню школу. Брав участь у німецько-радянській війні. 1956 року закінчив Київський державний художній інститут, де зокрема навчався у Карпа Трохименка і Тетяни Яблонської.
Викладав в Кримському художньому училищі імені Миколи Самокиша. Жив у Сімферополі в будинку на Східному провулку № 6/2, квартира № 18, потім на вулиці Беспалова № 3/1, квартира 16. Помер у 2008 році.

## Творчість
Працював в галузі станкового живопису і графіки. Серед робіт:
- серія малюнків, присвячених рибалкам Криму (1956);
- «Ленські події» (1959);
- «Агроном» (1963);
- «Рибалки» (1964);
- «Шофери» (1964);
- «Скарби Бухари» (1970; полотно, олія).

Брав участь у всеукраїнських виставках з 1960 року.